# Gai Peteli Libó Visol (cònsol 346 aC)
Gai Peteli Libó Visol (en llatí: Caius Poetelius C. F. Q. N. Libo Visolus) va ser un magistrat romà. Era fill de Gai Peteli Libó Visol I, que va ser cònsol l'any 360 aC. Formava part de la gens Petèlia, una família romana d'origen plebeu.
Destacà en l'antiga legislació republicana per dues importants lleis que va proposar. Era tribú de la plebs l'any 358 aC quan va proposar la primera d'aquestes lleis per lluitar contra el suborn, la lex Paetelia de ambitu.
Va ser cònsol per primera vegada l'any 346 aC juntament amb Marc Valeri Corv i en el seu any es van celebrar per segona vegada els anomenats ludi Saeculares. Segons l'historiador holandès Stefanus Vinandus Pighius va ser cònsol per segona vegada el 333 aC, però no hi ha prou dades per afirmar-ho. Si que se sap sense dubte que va ser cònsol altre cop el 326 aC junt amb Luci Papiri Cursor Mugil·là, i dictador tretze anys després, el 313 aC, quan va obtenir algunes victòries sobre els samnites encara que alguns autors atribueixen aquestes victòries al cònsol Gai Juni Bubulc Brut.
Va proposar la llei Petèlia que va abolir l'empresonament per deutes en cas de nexus (obligació per deute), llei de la que Titus Livi diu que es va aprovar l'any 326 aC, però que alguns historiadors consideren més probable la data del 313 aC basant-se en uns comentaris de Marc Terenci Varró.